# バルレイ・シウバ・ドス・サントス
バルレイ（Warley）こと、バルレイ・シウバ・ドス・サントス（Warley Silva dos Santos、1978年2月13日 - ）は、ブラジル・ソブラジーニョ出身の元同国代表サッカー選手。現役時代のポジションはフォワード。

## 経歴
国内をメインにプレーし、ワールドカップの出場経験もないため、過小評価されがちだが、ウディネーゼ・カルチョでは高い評価を受けた。ブラジル代表として4試合に出場し、FIFAコンフェデレーションズカップ1999にも出場した。